# Ветровка (Днепропетровская область)
Ветровка (укр. Вітрівка) — село,
Преображенский сельский совет,
Криничанский район,
Днепропетровская область,
Украина.
Код КОАТУУ — 1222085502. Население по переписи 2001 года составляло 442 человека.

## Географическое положение
Село Ветровка находится у истоков безымянной пересыхающей речушки,
ниже по течению на расстоянии в 2,5 км расположено село Червоное.

## Происхождение названия
Существует версия, что село основали геологи. Достоверно известно, что основное население составляют переселенцы из ближних малых сёл.

## Экономика
- Агрофирма «Ветровка».